# Leukermeer
Het Leukermeer is een 80 ha grote recreatieplas in Nederlands Limburg ten noorden van Well en ten zuiden van Nieuw Bergen.

## Ontstaan
Door ontzanding in de jaren 1965-1966 ten behoeve van de betonindustrie is hier in de loop der jaren een groot watersportcentrum ontstaan.
Het meer heeft veel watersportvoorzieningen, zoals een jachthaven, en een dagstrand.